# Villarejo
Villarejo település Spanyolországban, La Rioja autonóm közösségben.  Lakosainak száma 27 fő (2024).

## Népesség
A település népessége az elmúlt években az alábbi módon változott:
| Lakosok száma | 48   | 43   | 39   | 38   | 34   | 29   | 29   | 27   | 34   | 27   |
|               | 2001 | 2004 | 2007 | 2009 | 2012 | 2014 | 2017 | 2019 | 2022 | 2024 |